# گالیا کوماتا
مقالات مرتبط: سیسالپین گال ، ترنسالپین گال ، گال ها
گالیا کوماتا (به لاتین: Gallia Comata) به معنای گل مو بلند (Long-haired Gaul)  یکی از استان‌های روم بود. مشخصهٔ گالیا کوماتا ــ برخلاف گالیا کیسالپینا که فرهنگ رومی در آن جای گرفته بود ــ موهای بلند ساکنینش بود، امری که هنوز باب میل منش نیاکان رومی نبود.

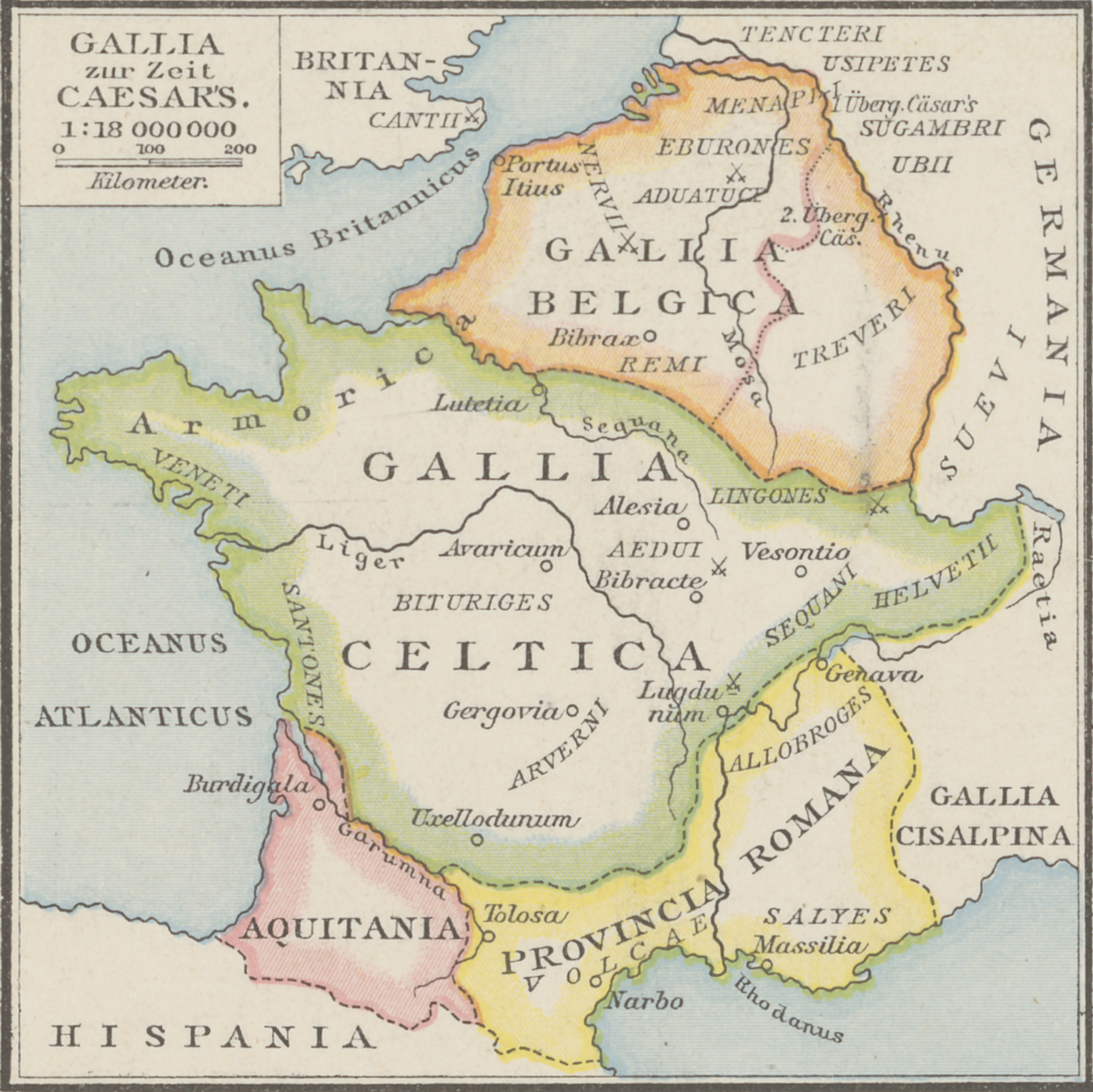
گالیا کوماتا در زمان ژولیوس سزار در ۵۰ پیش از میلاد که به صورت یکی از استان‌های روم درآمد، مطابق نقشه به سه ایالت زیر تقسیم می‌شد: گالیا بلجیکا (گالیای بلژیک) در شمال به رنگ نارنجی، گالیا سلتیکا (گالیا لوگدوننسیس) به رنگ سبز، و گالیا آکوئیتانیا در جنوب به رنگ بنفش. قسمت زرد رنگ نیز استان جداگانهٔ گالیا ناربونسیس است که جزو استان‌های سه‌گانه گالیا کوماتا نبود.

به آن گالیای سه‌گانه (به لاتین: Tres Galliae) نیز می‌گفتند زیرا شامل سه ایالت می‌شد: گالیا آکوئیتانیا که به خلیج بیسکای در غرب و پیرنه در جنوب محدود می‌شد؛ گالیا لوگدوننسیس یا گالیا سلتیکا که لوگدونوم پایتخت آن بود و از شمال‌غربی به برتاین محدود می‌شد؛ و بالاخره گالیا بلجیکا (گل بلژیک) که در شمال واقع بود، جایی‌که تری‌یر و رنس شهرهای اصلی آن بوده و بسیاری از ساکنینش اصالت ژرمن داشتند.
فتح این سرزمین در سال ۵۸ پیش از میلاد، (زمانی‌که ژولیوس سزار به مقام پروکنسولی روم در گالیا کیسالپینا و گل ناربونی منصوب شد) توسط جولیوس سزار آغاز شد. سزار در کتاب خود با عنوان خاطراتی در باب جنگ گالی ماجراجویی‌ها و دستاوردهای خود در آن سرزمین را شرح می‌دهد؛ در این کتاب همچنین گزارش‌هایی در باب رسوم و عرف سلت‌ها که به‌تدریج با آنان مواجه شد و شکستشان داد نیز به چشم می‌خورد. آخرین مقاومت گل‌ها در برابر اشغال رومیان در ۵۲ ق. م به وقوع پیوست، هنگامی‌که گل‌ها تحت رهبری رئیس فرهمند خود ورسینگتوریکس ائتلاف کردند. البته وی در محاصره آلیزیا شکست خورد، اسیر شده و در غل و زنجیر به روم منتقل شد تا در پشت ارابهٔ فاتح حرکت کرده و در نهایت اعدام شود. سزار پس از آنکه گالیا کوماتا را رام و مطیع ساخت آنرا در ۵۰ ق. م به صورت یکی از استان‌های روم درآورد.